# Penumbra: Przebudzenie
Penumbra: Przebudzenie (ang. Penumbra: Overture) – komputerowa gra przygodowa z elementami survival horroru stworzona przez Frictional Games i wydana 30 marca 2007 roku, pierwszy epizod serii Penumbra. Początkowo miała to być pierwsza część planowanej trylogii, jednak po ogłoszeniu drugiego epizodu serii, Czarnej plagi, oznajmiono, że będzie to ostatnia gra z serii. Jednakże wydano do niej dodatek Requiem, przez co ostatecznie seria składa się z trzech części.

## Fabuła
Akcja gry zaczyna się w lutym 2000 roku. Protagonistą serii jest Philip, trzydziestoletni fizyk. Niedługo po pogrzebie matki otrzymuje list od swojego rzekomo nieżyjącego ojca Howarda LaFresque, który odszedł od matki Philipa na kilka miesięcy przed jego urodzeniem. Z listu dowiaduje się o skrytce w banku Mayfair, gdzie znajduje zaszyfrowaną książkę i notatki, które mówiły o pewnym miejscu gdzieś na niezamieszkałej części Grenlandii. Zapoznawszy się z jego treścią postanawia tam wyruszyć. Po roku udaje mu się zorganizować lot z Londynu na Grenlandię. Dotarłszy tam wynajmuje statek i rusza dalej. Na lądzie błąka się po lodowych pustkowiach, aż w końcu znajduje właz, który prowadzi do zamkniętej kopalni. Tam musi unikać niebezpiecznych zwierząt i rozwiązywać napotkane problemy, aby posuwać się naprzód. Po znalezieniu radia kontaktuje się z nim tajemniczy człowiek o imieniu Red. Ten obiecuje odpowiedzieć na nurtujące go pytania, jeśli tylko Philip dotrze do niego, w czym stara się mu pomóc, dając wskazówki. W końcu okazuje się, że Red nie może mu pomóc, lecz prosi Philipa, by go zabił poprzez spalenie w piecu. Bohater spełnia prośbę nieznajomego, a następnie dociera do Schronu – kompleksu badawczego, w którym pracował jego ojciec. Philip idzie długim korytarzem, na końcu którego widzi postać. Nagle gasną światła, a bohater zostaje zaatakowany i traci przytomność.

## Produkcja
Penumbra: Overture została oparta na wcześniejszej grze studia Frictional Games o tytule Penumbra, która jest krótkim demem technologicznym mającym zademonstrować możliwości silnika HPL Engine.
Chociaż demo nie miało być komercyjnym produktem, odbiór Penumbry był nadzwyczaj dobry, co skłoniło studio do stworzenia pełnoprawnej gry.